# Sandra Zettpunkt
Sandra Zettpunkt (* 1973 in Hamburg) ist eine deutsche Musikerin und Musikjournalistin.

## Leben
Sandra Zettpunkt studierte Systematische Musikwissenschaft an der Universität Hamburg und spielte Anfang der 90er Jahre im Umfeld von Marsh-Marigold Records Schlagzeug, zuerst bei The Legendary Bang (1990–1992), später bei Die Fünf Freunde (1992–1995), Camping (1996), Kanton (2001) und Kajak (2006–2007). Bei Parole Trixi (1998) war sie kurzzeitig als Bassistin zu hören. Music For Your Heart ist ihr Soloprojekt, bei dem sie singt und Gitarre, Schlagzeug und Klavier spielt. Als Sängerin hat sie u. a. bei Tocotronic, Jullander, Die Regierung und The Third Eye Foundation mitgewirkt.
Seit 1996 arbeitet Sandra Zettpunkt als Radiomoderatorin. Bis 2007 hat sie die Sendung Sunday Service im Hamburger Radio Freies Sender Kombinat moderiert, seit 2008 produziert sie Golden Glades (ByteFM). Sie hat neben diversen Fanzines für die Spex und die tageszeitung geschrieben.
Sandra Zettpunkt ist mit dem Kulturwissenschaftler Andi Schoon verheiratet und lebt in Bern.

## Bands
- The Legendary Bang
- Die Fünf Freunde
- Camping
- Kanton
- Parole Trixi
- Kajak
- Music For Your Heart
- Die Regierung

## Diskografie
Schlagzeug
- The Legendary Bang: „Big Bluff“ (7″, Marsh Marigold Records 1990)
- The Legendary Bang: „Louise Brooks“ (7″, Marsh Marigold Records 1991)
- The Legendary Bang: „Love“ (Kompilationbeitrag „Mind The Gap - The Tape“ 1992)
- Die Fünf Freunde: „Inspektor, Inspektor!“ (LP, Marsh Marigold Records 1992)
- Die Fünf Freunde: „Nichts ist wirklich neu“ (Kompilationbeitrag „Hier Super 12 bitte melden“, Viel Leicht 1993)
- Die Fünf Freunde: „Hit Doppeldecker“ (Split 7″, Viel Leicht 1993)
- Die Fünf Freunde: „Supertronik“ (CDS, Marsh Marigold Records 1994)
- Die Fünf Freunde: „Aggro“ (CD/LP, Autarc / East West 1995)
- Camping: „Gas & Freizeitshop“ (CD, Langstrumpf Records / Warner 1996)
- Camping: „Viel Zu Nah“ (Kompilationbeitrag „In Bed With Marina“, Marina 1996)

Bass
- Parole Trixi: „Punk Rock“ (CD, Kompilationbeitrag „Stolz & Vorurteil“, Flittchen 1998)

Gesang
- Tocotronic: „Jungs Hier Kommt Der Masterplan“ (Backgroundgesang, 1994 – auf „10th Anniversary“ L’Age D’Or 2004)
- The Subway Surfers: „Valley Of The Stereos“ und „Come On (No Way)“ (Backgroundgesang, 1995 – auf „Debut“ Strange Ways 1995)
- Camping: „Maritime Strick- und Regenmoden“ (CD, Marina 1995)
- Glänta: „Lichtung“ (12″, Aluminium 2001)
- Mori No Hiroba / Lichtung: „Trying To Save My Life As A Form Of Protest“ (12″, Aluminium 2001)
- The Third Eye Foundation: „I Poo Poo On Your Juju“ – Glänta Remix (CD/LP, Domino 2001)
- Jullander: „John Symmes' Welt“ (LP/CD, Backgroundgesang, Beau Rivage 2001)
- Jullander: „Interiors“ (LP/CD Beau Rivage/Sunday Service 2003)
- Music For Your Heart: „Turning Marvel“ (LP/CD Sunday Service 2009)
- Die Regierung & Sandra: „Der Pfad“ (Single, Staatsakt 2021)
- Hologram Teen: „Connection Transpacifique“ (Single, Hologram Opera 2025)